# SR-10 (航空機)
SR-10
- 用途：練習機
- 設計者：KB SAT
- 製造者：スモレンスク航空機工場（英語版）[1]
- 初飛行：2015年12月25日[2]
- 生産数：試作機(S/N EX-88004)が1機

SR-10（ロシア語: СР-10）は、ロシア連邦の航空機メーカーであるKB SATが自主開発した練習機である。

## 開発

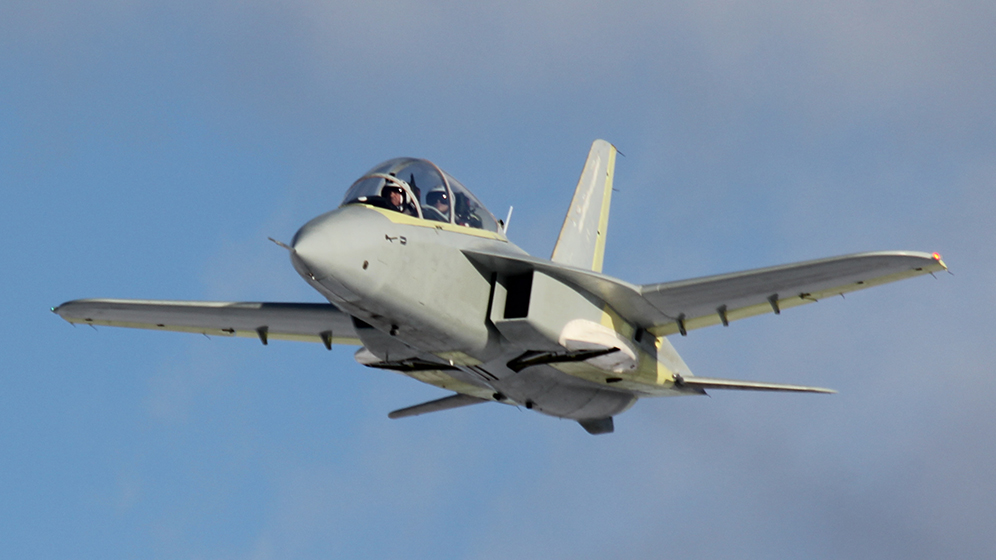
SAT SR-10

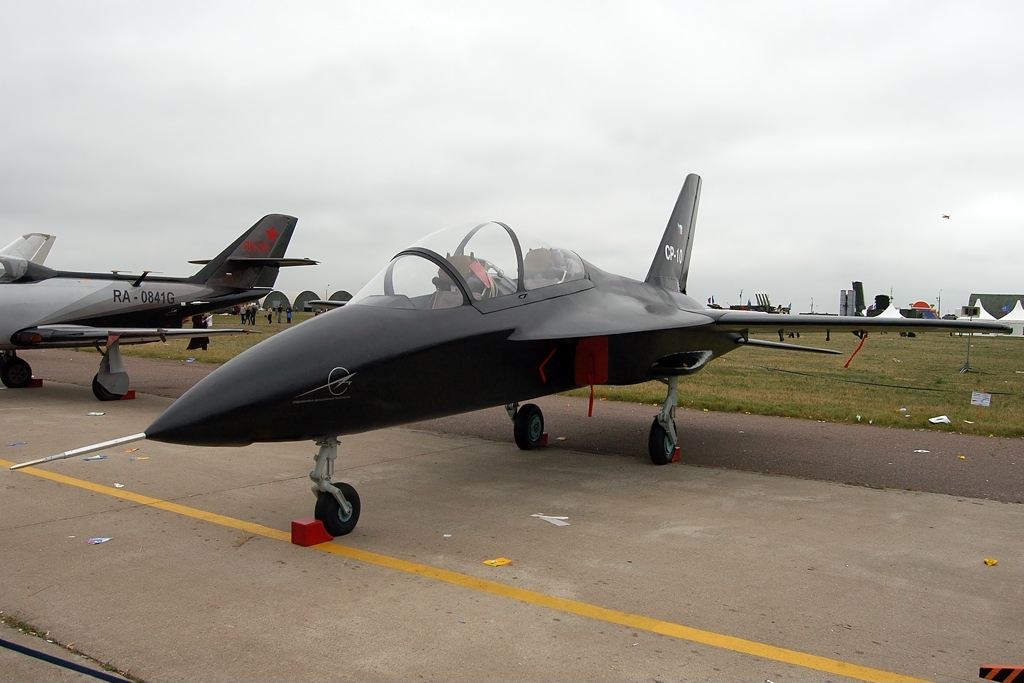
MAKS2007で展示されたモックアップ

KB SATは単発ジェット練習機/スポーツ機であるSR-10の開発を2007年より開始し、2009年8月にジューコフスキーで開催されたMAKSにモックアップを展示した。試作機は2015年12月25日に初飛行し、1回目に40分、2回目に20分飛行した。
SR-10はロシア空軍に初等練習機として提案されたが、ヤコブレフが開発したYak-152が選定されて選考より漏れている。そのためYak-152とYak-130の間を埋める中等練習機として売り込みが続けられた。
2014年4月、草案がロシア国防省の会議で検討され、国防大臣の承認を受け、空軍の参加を含むいくつかの試作機の製造設のための組織が準備された。
2015年9月には、ロシア国防省向けに16機以上を生産するとの報道された。
2016年5月には国防省の代表者と合意したプログラムに従って約30回の試験飛行を経て、モスクワのグロモフ飛行研究センターで予備試験が実施され、2017年に国家共同試験(GSI)を実施する決定が行われた。その時点で供給は2018年が期待されていた。計画では2016年後半に最初の最初の試作機(飛行しているのは実証機)の生産を開始し、その後第2試作機の生産が期待される。これらにはリャザン国家機器製造工場が開発したグラスコックピットを装備されるがエンジンはAL-25TLを装備しGSIをパスする予定。しかし10月にはこの計画は延期され、ロシア航空宇宙軍向けの最初のSR-10訓練機は、2017年後半に生産される計画となった。同時に2020年までには約20機が試験用に配備される予定と報告された。
2016年7月24日、SR-10の購入契約はすでに準備されており、合意の段階にあると報じられた。
2017年7月に開催されたMAKSではSR-10の実機が初公開された。MAKSでは素晴らしい飛行性能を実証し取り扱いやすさとシンプルさのためにロシア空軍のパイロットから肯定的なコメントを受け取っていたが、その後すぐに接地された。
2017年8月29日、生産の開始時期が2019年に再び延期されたことが報じられた。一方で初期バッジは50機に増加していた。その後10月にロシア空軍は2018年にSR-10を受領することが報告された。

### 中断
2018年2月15日、Mil.Pressはロシア軍のパイロットの訓練システムへのSR-10の統合に関する作業はまだ実施されていないと報告した。22日には2018年末までに国家試験が開始されないと報道され、最終的に9月13日に資金割り当てがないことから中断されたことが確認された。
これは2027年までの国家兵器計画の欠如に関連する財政難によりスモレンスク航空機工場での初期ロット3機における生産の組織化問題が当初の予定を妨げたことにある、発行価格は約40億ルーブルだったという。スモレンスク航空機工場の関係者は4月13日に組立が始まるまでにはかなり準備作業が必要であると述べ、すべてがうまくいけば12営業日の条件の元最初の機体を組み立てるのに約1年かかるだろうと指摘していた。ダゲスタン共和国の地方政府はSR-10の部品の生産について議論した。

## 設計
機体は中翼式で、近代的な複合材料を広範に使用し大幅に機体重量を軽減し、機体寿命を延ばしている。主翼には前に10度角度をつけた全複合材製の前進翼を用いるという珍しい形態となっている。前進翼の失速速度が遅いという特徴から、6-8Gの最大過負荷ですべての曲技飛行操縦を行うことができるようになる。機体制御は、油圧によるサポート付きの機械式となっている。
操縦席は通常の練習機と同じくタンデム式の複座である。すべての高度と速度でパイロットの安全を確保するため射出座席にはゼロ・ゼロ方式のK-93-10を搭載している。計器類は顧客の要望に応じて多機能ディスプレイに交換できる。
エンジンは試作機にはイーウチェンコ製のAI-25TLを搭載している。量産機のエンジンとしてAL-55やRD-2500、SM-100のような候補があったが、AL-55が装備される見込みである。しかしAL-55エンジンの適応には時間がかかるため、最初の機体には国防省の在庫にあるAL-25TLが装備されることとなった。AL-55については設計局との間の事前協議を行い、AL-55を将来搭載できるとの結論に達しており、メーカー側も提供準備ができているとしている。
内装する診断装置により整備なども容易であり、飛行時間あたりの運用コストは、8,000時間で25,000ドルするYak-130よりも1/3とされる。また教育効果は東側諸国における主要な高等ジェット練習機として運用されてきたL-39よりも10%高いという。
派生型として、軽パトロール機やUAV型が構想されている。無人型はAR-10 Argumentと呼ばれ、コックピットは廃止され代わりにエアインテークが設けられ、尾翼はV字となっている。最大速度は900km/h、航続距離が最大1,600km、最大離陸重量は3,800kg、最高高度は11,000m、最高速度は900km/h、着陸速度は180km/hとなっており、+9から-6Gに耐えることができる。ハードポイントは2つで空対空、空対地、空対艦ミサイルが装備可能と想定されている。

## 運用
自社資金による開発のため今のところ発注はないが、ロシア国防省では運用する150機のL-39の近代化のための予算を再分配することを検討し、試験を実施した。仮に成功した場合には4機を購入する準備ができているとし、前述のとおり50機の購入段階にまで至ったが試験が停止していることなどから状況は不透明である。
設計局では、今後4年間で100機の軍用機としてのニーズがあると予測している。特にL-39を運用する顧客からの関心を集めており、航空機の輸出ポテンシャルは200機と推定されている。

## 仕様
出典: 
諸元
- 乗員: 2名
- 全長: 9.59m （31 ft 6 in）
- 全高: 3.55m （11 ft 8 in）
- 翼幅: 8.40m（27 ft 7 in）
- 空虚重量: 2,400kg （5,291 lb）
- 最大離陸重量: 2,700kg （5,952 lb）
- 動力: イーウチェンコ AI-25TL ターボファンエンジン、16.87kN （3,790 lbf）  × 2

性能
- 最大速度: 900km/h （559 mph） 486 kn
- 巡航速度: 520km/h （323 mph） 281 kn
- 航続距離: 1,500km （932 mi） 810 nmi
- 実用上昇限度: 6,000m （19,685 ft）
- 上昇率: 60m/s （12,000 ft/min）
- Gリミット +10/-8G